# Ekonomiåret 1935

## Händelser
- 23 december - Befolkningskommissionen i Sverige föreslår skattelättnader för barnfamiljer, för att på så viss stimulera barnafödandet.[1]

## Födda
- 9 juli - Wim Duisenberg, nederländsk politiker och ekonom, Europeiska centralbankens förste ordförande.